# مسكنك يوفي (مسلسل)
مسكنك يوفي مسلسل كويتي من تأليف جاسم الجطيلي وإخراج خالد الرفاعي. عرض المسلسل في 1 رمضان 1435 هـ 29 يونيو 2014 م.

## القصة
مسلسل درامي يروي قصة راوية التي تفقد ابنتها في حادث سير. راشد الشاب الذي كان يقود السيارة هرب من موقع الحادث الا ان ضميره دفعه للحاق بهما إلى المستشفى للتاكد من حالتهما. فيقدم نفسه لراوية و يعرض عليها المساعدة. من هنا تتوالى الاحداث و يقعان في الغرام دون أن تعرف راوية ان راشد هو من قتل ابنتها.
| الممثل        | الدور         | الممثل          | الدور           | الممثل      | الدور                                    | الممثل      | الدور                             | الممثل           | الدور       |
| ------------- | ------------- | --------------- | --------------- | ----------- | ---------------------------------------- | ----------- | --------------------------------- | ---------------- | ----------- |
| إلهام الفضالة | مناير -العمة- | باسم عبد الأمير | وليد -الأخ-     | فؤاد علي    | خالد الابن الأكبر لوليد المتزوج من مشاعل | حمد العماني | راشد الأخ الأوسط المتزوج من راوية | مساعد فهد البناي | الأخ الاصغر |
| حلا           | دلال الاخت    | هيا عبد السلام  | راوية زوجة راشد | فاطمة الصفي | رشا صديقة مشاعل وحبيبة خالد القديمة      | ريم ارحمة   | مشاعل زوجة خالد وصديقة رشا        |                  |             |